# Grube Fortuna (Bensberg)
Die Grube Fortuna ist eine ehemalige Buntmetallerz-Grube des Bensberger Erzreviers in Bergisch Gladbach. Der Hauptbetriebspunkt lag in der Umgebung der Straßen Am Hungenberg und Am Zubusch. Das Gelände gehört zum Stadtteil Bensberg für den Teil Hungenberg und zum Stadtteil Lückerath für den Teil Zubusch.

## Geschichte
Das Zechenbuch der Grube Fortuna trägt am 7. Mai 1847 folgenden Eintrag: „Am 3. Februar 1846 erhielt der Posthalter Peter Vierkötter von Bensberg auf sein Verlangen einen Schürfschein, um am Hungenberg bei Bensberg auf Kupfer, Blei und Blende schürfen zu dürfen...“. Im Weiteren ist die Rede von zwei Schächten mit je einer Strecke, die wiederum je einen Querschlag besaßen. Bereits Ende 1848 wurde der Betrieb wegen Unrentabilität wieder eingestellt. Die Bergrechte fielen später an die Grube Blücher. Das Grubenfeld Fortuna wurde am 21. Mai 1853 durch die Verleihung auf Toneisenstein des Grubenfeldes Glückzu komplett überdeckt.

## Betrieb und Anlagen
Aus den Betriebsberichten und Protokollen ergibt sich, dass man es mit einer alten Grube zu tun hatte, in der früher schon Bergbau betrieben worden war. Zunächst hatte man einen Schacht von 6,8 Lachtern abgeteuft. Sodann hatte man mit einem Querschlag von 1,8 Lachter Länge den Erzgang durchbrochen. Wegen Wassereinbrüchen, aber besonders wegen „Mangel an Wettern“ sah man sich gezwungen, von der Hangseite her einen Stollen anzulegen. Es wurden zunächst 7 Mann, später 20 Mann einschließlich Steiger beschäftigt. Spätere Untersuchungsarbeiten, die 1854 von der Grube Blücher aus durchgeführt wurden, verliefen ergebnislos.